# Queen of My Castle
Queen of My Castle is een nummer van het Nederlandse dj-trio Kris Kross Amsterdam en de Roemeense zangeres Inna en Jordy Huisman uit 2024.
Het refrein en de melodie zijn gesampled uit King of My Castle van de Wamdue Project, alleen is de "king" vervangen voor een "queen", ook zijn elementen van Blue (Da ba dee) van Eiffel 65 en 2 Times van Ann Lee verwerkt in het nummer.
In Nederland werd "Queen of My Castle" een grote hit; het werd Alarmschijf op Q-music, Dancesmash op Radio 538, en bereikte de 9e positie in de Nederlandse Top 40. Ook in Frankrijk werd de plaat een radiohit, maar in de Franse hitlijsten reikte het slechts tot een 89e positie.

## Tracklijst
Muziekdownload
1. "Queen of My Castle" - 2:36